# Stefano Moricand
Moïse-Étienne Moricand, surnommé Stefano Moricand, né en 1779 à Genève et mort en 1854 à Vandœuvres (localité de Chougny), est un naturaliste suisse. Il a notamment étudié la flore des Amériques et de l'Italie, et décrit de nombreuses espèces de mollusques.
Il est le cofondateur de la Société des naturalistes de Genève ainsi que du Musée académique de Genève, correspondant aujourd'hui au Muséum d'histoire naturelle de Genève.
Son fils, Jacques André Moricand (1823-1877), devient également un spécialiste des mollusques.

## Taxons dédiés
Un genre de plantes de la famille des Brassicaceae est dédié à Stefano Moricand :
- Moricandia

Un certain nombre de noms d'espèces sont également dédiés ce naturaliste :
- Rhacodiscus moricandianus
- Mandevilla moricandiana
- Eunomia moricandiana
- Cleome moricandii
- Convolvulus moricandii
- Thibaudia moricandii
- Dalea moricandii
- Hiraea moricandiana
- Pleroma moricandianum
- Hyperbaena moricandii
- Drynaria moricandii